# Katastrofa kolejowa w Pioltello
Katastrofa kolejowa w Pioltello – 25 stycznia 2018 roku o godz. 6:57 pomiędzy stacjami Segrate a Pioltello-Limito wykoleiły się 4 wagony pociągu podmiejskiego nr 10452 przewoźnika Trenord. Zginęły 3 osoby, a ponad 100 zostało rannych, w tym ponad 10 ciężko. Dwa z wagonów zupełnie zjechały z torów i zostały częściowo zmiażdżone.
Wstępnie jako przyczynę wypadku podaje się awarię zwrotnicy.